# Tachiramantis lentiginosus
Espèce
Synonymes
- Eleutherodactylus lentiginosus Rivero, 1984 "1982"
- Pristimantis lentiginosus (Rivero, 1984)

Statut de conservation UICN

 DD  : Données insuffisantes
Tachiramantis lentiginosus est une espèce d'amphibiens de la famille des Craugastoridae.

## Répartition
Cette espèce se rencontre entre 1 700 et 1 768 m d'altitude dans la cordillère de Mérida, :
- au Venezuela à Guacharaquita dans l'État de Táchira ;
- en Colombie à la frontière dans le département de Norte de Santander.

## Publication originale
- Rivero, 1984 "1982" : Los Eleutherodactylus (Amphibia, Salientia) de los Andes venezolanos. 2. Especies Subparameras. Memoria de la Sociedad de Ciencias Naturales La Salle, vol. 42, no 118, p. 57-132.